# Crespellano
Crespellano is een voormalige gemeente en municipio in de Italiaanse metropolitane stad Bologna (regio Emilia-Romagna) en telt 8541 inwoners (31-12-2004). De oppervlakte bedraagt 37,5 km², de bevolkingsdichtheid is 211 inwoners per km². Crespellano ging op 1 januari 2014 samen met Bazzano, Castello di Serravalle, Monteveglio en Savigno op in de Italiaanse fusiegemeente Valsamoggia.

## Demografie
Crespellano telt ongeveer 3563 huishoudens. Het aantal inwoners steeg in de periode 1991-2001 met 8,9% volgens cijfers uit de tienjaarlijkse volkstellingen van ISTAT.
| Jaar | Inwoneraantal |
| ---- | ------------- |
| 1991 | 7149          |
| 2001 | 7787          |

## Geografie
De municipio ligt op ongeveer 64 meter boven zeeniveau.
Crespellano grenst aan de volgende gemeenten: Anzola dell'Emilia, Castelfranco Emilia (MO), Monte San Pietro en Zola Predosa, evenals aan de municipi Bazzano en Monteveglio van Valsamoggia.